# 1 jaar gratis
1 jaar gratis is een Vlaamse televisiequiz op Eén. Het programma werd bedacht door Karel Vereertbrugghen en Herman Van Molle. Van Molle presenteerde het programma ook de eerste 7 seizoenen, geflankeerd door Katja Retsin.
In 2006 was Frank Galan, de broer van presentator Herman Van Molle, copresentator tijdens de eerste zes afleveringen. Hij verving de zwangere Katja Retsin. Zoals vooraf afgesproken, nam Katja de co-presentatie terug over vanaf aflevering 7.
In september 2008 besloot Eén om geen achtste seizoen meer te maken. Onder andere het financiële aspect zorgde voor het einde.
Vanaf 4 januari 2020 kwam er dan toch een achtste seizoen, dat gepresenteerd werd door Thomas Vanderveken. De productie is in handen van productiehuis Roses Are Blue. De finale werd bekeken door bijna een miljoen mensen.
Het negende seizoen, dat startte op 14 januari 2021, was het eerste seizoen dat op een weekdag uitgezonden werd.
Het elfde seizoen werd gepresenteerd door Kamal Kharmach.

## Concept

### Seizoen 1-7
In de quiz nemen zestien kandidaten het tegen elkaar op in drie spelronden. De drie laagst geklasseerde spelers staan vooraan en proberen hogerop in de ranking te geraken. De speler die na vijftien vragen het laagst gerangschikt staat moet de vuurproef spelen. Overleeft de kandidaat deze proef dan moet hij de "meer of minder-vraag" spelen tegen de voorlaatste kandidaat.
De vier beste kandidaten nemen het tegen elkaar op in de grote finale. De winnaar krijgt het netto-jaarloon van de meest verdienende kandidaat.

### Seizoen 8-11
Na vijftien vragen spelen de drie laagst geplaatste spelers de vuurproef. In deze proef moeten de kandidaten zo vlug mogelijk acht punten verdienen. Afhankelijk van de moeilijkheid zijn de vragen zes, vier of twee punten waard. Als de kandidaat de vraag niet kan beantwoorden wordt die doorgegeven aan een andere speler, dan wordt nog voor de helft van de punten gespeeld. De twee spelers die de vuurproef verliezen spelen het cijferduel. In het cijferduel worden vijf vragen gesteld waarbij de kandidaat een getal moet neerpennen. Diegene die driemaal het dichtst bij het juiste antwoord zit wint het cijferduel, de andere kandidaat valt af.

## Presentatie
- Herman Van Molle (2001-2008)
- Katja Retsin (2001-2008)
- Frank Galan (2006) - ter vervanging van Katja Retsin voor 6 afleveringen
- Thomas Vanderveken (2020-2022)
- Kamal Kharmach (2023-heden)

| Presentatie        | Seizoen 1 | Seizoen 2 | Seizoen 3 | Seizoen 4 | Seizoen 5 | Seizoen 6 | Seizoen 7 | Seizoen 8 | Seizoen 9 | Seizoen 10 | Seizoen 11 |
| ------------------ | --------- | --------- | --------- | --------- | --------- | --------- | --------- | --------- | --------- | ---------- | ---------- |
| Herman Van Molle   |           |           |           |           |           |           |           |           |           |            |            |
| Katja Retsin       |           |           |           |           |           |           |           |           |           |            |            |
| Frank Galan        |           |           |           |           |           |           |           |           |           |            |            |
| Thomas Vanderveken |           |           |           |           |           |           |           |           |           |            |            |
| Kamal Kharmach     |           |           |           |           |           |           |           |           |           |            |            |

## Erelijst
- Reeks 1 (2001-2002) - Isabelle Meert (€ 60.000)
- Reeks 2 (2002-2003) - Gino Geubels (€ 61.520)
- Reeks 3 (2003-2004) - Benita Cramer (€ 58.000)
- Reeks 4 (2004-2005) - Frederik Thoelen (€ 66.422)
- Reeks 5 (2005-2006) - Etienne Van Hoof (€ 62.329)
- Reeks 6 (2006-2007) - Danny Vandervoort (€ 56.753)
- Reeks 7 (2007-2008) - Kathleen Hens (€ 68.183)
- Reeks 8 (2020) - Marianne Haeck (€ 71.712)
- Reeks 9 (2021) - Robin De Clercq (€ 68.887)
- Reeks 10 (2021-2022) - Ken Gybels (€ 76.230)
- Reeks 11 (2023) - Jef Vandorpe (€ 85.073)

## Trivia
De zesde reeks zorgde voor heel wat ophef doordat vier kandidaten samenspanden om zo de finale te halen. Ze slaagden in hun opzet en bleven uiteindelijk met hun vieren over. Slechts een van hen ging met het geld naar huis.